# Omajadski kalifat
Omajadski kalifat (arabsko بنو أمية, latinizirano: Banu Umajjah, dob. 'Umajevi sinovi') je bil drugi od štirih velikih arabskih kalifatov, ki so bili ustanovljeni po smrti preroka Mohameda. Vladala mu je rodbina Omajadov, ki je dobila ime po pradedu prvega omajadskega kalifa  Omaja ibn Abd Šamsa. Omajadi so bili po poreklu iz Meke, prestolnica njihovega kalifata pa je bil Damask. Kalifat je v svojem največjem obsegu meril več kot trinajst milijonov kvadratnih kilometrov in je bil eden od največjih imperijev in peti največji celovit imperij v človeški zgodovini. Ko so Omajade vrgli z oblasti Abasidi, so se Omajadi preko severne Afrike umaknili v Al Andaluz in tam ustanovili Kordovski kalifat, ki je trajal do leta 1031.

## Nastanek
Omajadi, poznani tudi kot Banu Abd-Šams, in Mohamed so bili po izročilu potomci skupnega prednika Abd Manafa ibn Kasaja in izvirajo iz Meke. Mohamedovi predniki so bili potomci Abd Manafovega sina Hašima, Omajadi pa potomci njegovega sina Abd Šamsa in Abd Šamsovega sina Omaja. Hašimova in Omajova družina sta bili dva klana plemena Kurajšev. Muslimanski šiitski zgodovinarji temu nasprotujejo in opozarjajo, da je bil Omaja Abd Šamsov posvojenec in torej ni bil ibn Kasajev krvni sorodnik, zato so ga kasneje izvrgli iz plemiške rodbine.
Med klanoma Omajadov in Hašimitov je verjetno že pred Mohamedom vladalo rivalstvo, ki je po bitki pri Badru preraslo v resno plemensko sovraštvo.  V bitki so Hašimiti Ali, Hamza ibn Abd al-Mutalib in Ubajda ibn al-Harit v neposredni borbi treh proti trem ubili tri najvišje vodje omajadskega klana: Utbo ibn-Rabija, Valida ibn Utba in Šajbo. Omajev vnuk Abu Sufjan ibn Harb je zaradi tega dogodka postal zagrizen Mohamedov nasprotnik in je samo leto po bitki pri Badru poskušal v novi bitki iztrebiti pripadnike nove vere, ki so imeli sedež v Medini.  Bitka pri Uhudu je bila po prepričanju poznavalcev prvi poraz muslimanov, v katerem so imeli večje izgube kot Mekanci. Po bitki je Abu Sufjanova žena Hind, ki je bila Utba ibn Rabijeva hčerka, iz Hamzovega trupla izrezala njegova jetra in jih poskušala pojesti.
Pet let po porazu pri Uhudu je Mohamed osvojil Meko in razglasil splošno amnestijo. Abu Sufjan in njegova žena Hind sta v strahu za svoji življenji na predvečer osvojitve mesta sprejela muslimansko vero. Islam je sprejel tudi njun sin Muavija ibn Abu-Sufjan, kasnejši kalif Muavija I.. Osvojitev Meke je še bolj razplamtelo sovraštvo med Omajadi in Hašimiti in kasneje povzročalo spopade med Muavijem I. in Alijem ter uboj Huseina ibn Alija, cele njegove družine in nekaj prijateljev, ki se je zgodil na ukaz Jazida ibn Muavija v bitki pri Karbali.
Večina zgodovinarjev ima kalifa Muavija (661-680) za drugega vladarja omajadske rodbine, čeprav je bil prvi vladar, ki je vladal po dinastičnem načelu. Prvi kalif je bil Utman ibn Afan (644-656), ki je bil tudi iz omajadskega klana in je  sodeloval v oživljanu in kasneješemu vzponu Omajadov na oblast. Utman je med svojim vladanjem na ključne položaje v državi postavil zaupne pripadnike svojega klana. Najpomembnejše je bilo imenovanje bratranca Marvana ibh al-Hakama za glavnega svetovalca, kateremu je uspelo narediti velik premik med Mohamedovimi  hašimitskimi spremljevalci, ker je Mohamed Marvana in njegovega očeta Al-Hakama ibn Ali al-Asa za vedno izgnal iz Medine. Za guvernerja Kufe je imenoval svojega polbrata Valida ibn Ukba, katerega so Hašimiti obdolžili, da je vodil molitve pod vplivom alkohola. Utmanu je podelil oblast tudi nad velikim delom Sirije, da bi tudi tam utrdil Muavijev položaj. Za guvernerja Egipta je imenoval svojega sodojenca Abdulaha ibn Saada. Ker Utman nikoli ni imenoval svojega naslednika, ga zgodovinarji nimajo za ustanovitelja omajadske rodbine. 
Po Utmanovem uboju leta 656 je bil za kalifa izvoljen Mohamedov bratranec Ali iz hašimitskega klana.  Ali je zaradi svoje politične neizkušenosti kmalu naletel na odpor nekaterih strani. Počutil se je ogroženega, zato je svojo prestolnico preselil iz Medine v Kufo. Preselitev je povzročila spor, ki je trajal do leta 661 in je poznan kot prva fitna (državljanska vojna).
Aliju se je najprej uprla zveza, ki so jo vodili Mohamedova žena Ajša ter Mohamedova spremljevalca Talhah ibn Ubejdulah in Zubejr bin Avvam. Nasprotniki so se spopadli leta 656 v bitki pri Basri, v kateri je Ali prepričljivo zmagal.
Po tej bitki se je Ali spopadel še z Muavijem v bitki pri Siffinu. Bitka se je iz neznanih vzrokov končala še preden je katera od strani zmagala, ker sta se nasprotnika dogovorila za arbitrarno reševanja spora. Predmet in rezultat arbitraže zaradi protislovnih in včasih zmedenih poročil nista povsem jasna.
Velika skupina Alijevih vojakov je bila zaradi njegove odločitve ogorčena , ker "presojan lahko samo Bog", in se je po bitki odcepila od glavnine njegove vojske. Skupina je kasneje postala poznana kot haridžiti (tisti, ki so (ga) zapustili).
Leta 659 se je Alijeva vojska spopadla s haridžiti v bitki pri Nahrawanu. Čeprav je Ali v bitki zmagal, so stalni spori slabo vplivali na njegov politični položaj in v naslednjih letih je nekaj Sirijcev proglasilo Muavijo za rivalskega kalifa.
Alija so leta 661 umorili. Storilec je bil verjeteno iz vrst haridžitov. Muavija je vkorakal v Kufo, kjer je pregovoril številne Alijeve pristaše, da so ga proglasili za kalifa namesto Alijevega sina Hasana. Muavija je po prihodu na oblast prestolnico kalifata preselil v Damask. Sirija je ostala temelj omajadske moči vse do propada dinastije leta 750.
Dinastija se je ponovno rodila v Córdobi v pokrajini Al-Andaluz v sedanji Španiji in Portugalski. Ustanovila je Kordovski emirat in kasneje Kordovski kalifat, ki je trajal do leta 1031. Po letu 1031 so iz kalifata nastale številne muslimanske kneževine (taife), berberska kraljestva in Kraljestvo Granada, tako da je muslimanska oblast na Iberskem polotoku v različnih oblikah trajala še nadaljnjih petsto let. 
Leta 712 je omajadski general Mohamed bin Kasim odjadral iz Khaleeja v Sind in podjarmil Sind in Pundžab ob reki Ind v sodobnem Pakistanu. Osvojitev obeh pokrajin je bila za kalifat draga,  vendar pomembna pridobitev. Nadaljnja osvajanja so zaustavila hindujska radžputska kraljestva v severni Indiji.
Taifski sistem islamskih emiratov (kneževin) in Granadski emirat/sultanat na južnem delu Iberskega polotoka so vzdrževali svojo neodvisnost predvsem s plačevanjem davkov severnim krščanskim kraljestvom, ki so se začela postopoma širiti proti jugu. 
Muslimanska oblast na Iberskem polotoku se je končala 2. januarja 1492 z osvojitvijo nasridskega kraljestva Granada. Zadnji muslimanski vladar Granade Mohamed XII., bolj znan kot Boabdil, je svoje kraljestvo predal katoliškima monarhoma Ferdinandu II. Aragonskemu in Izabeli I. Kastiljski.

## Zgodovina

### Sufjanidi
Abu Sufjanovi potomci - Sufjanidi so vladali od leta 661 do 684, ko je umrl njegov vnuk Muavija II.. Za vladavino Muavija I. je značilna notranja varnost in širjenje države. V državi je bilo samo nekaj večjih uporov, med njimi upor Hadžra ibn Adija v Kufi. Ibn Adi je podpiral zahteve Alijevih naslednikov do kalifata, njegov upor pa je brez težav zatrl guverner Iraka Zijad ibn Abi Sufjan.
Muavija je vzpodbujal miroljubno sobivanje muslimanov in krščanskih skupnosti v Siriji. Eden od njegovih najbližjih svetovalcev je bil celo oče svetega Janeza Damaščana. Istočasno je izven države  potekala stalna vojna z Bizantinskim cesarstvom. Omajadi so med njegovim vladanjem osvojili Rodos in Kreto in večkrat napadli Konstantinopel. Kalifat se je širil tudi v severno Afriko, kjer so v sedanji Tuniziji ustanovili Kairouan, in Srednjo Azijo, kjer so osvojili Kabul, Buharo in Samarkand.
Po Muavijevi smrti leta 680 ga je nasledil sin Jezid I.. Dednemu nasledstvu so nasprotovali številni vplivni muslimani, med katerimi sta bila najpomembnejša sin enega od Mohamedovih spremljevalcev Abd-Alah ibn al-Zubair in Mohamedov vnuk Husein ibn Ali. Nastali spor je poznan kot druga fitna.
Leta 680 sta Ibn al-Zubair in Husein ibn Ali pobegnila iz Medine v Meko. Al-Zubair je ostal v Meki do svoje smrti, Husein pa se je odločil oditi v Kufo in tam dobiti podporo. Velika omajadska vojska, izročilo trdi, da je štela  70.000 vojakov, ga je na Jezidov ukaz prestregla in v bitki pri Karbali neusmiljeno pobila Huseina, 72 članov njegove družine, med katerimi je bil tudi njegov šestmesečni sin, in njegove spremljevalce.
Po Huseinovi smrti se je Ibn al-Zubair, čeprav je ostal v Meki, povezal z dvema opizicijskima gibanjema, od katerih je bilo eno v Medini, drugo pa se je zbiralo okrog haridžitov v Basri in Arabiji. Leta 683 je Jezid z vojsko obe gibanji zadušil. Najprej je v bitki pri al-Harri premagal medinske nasprotnike in nato začel oblegati Meko. Med obleganjem je bila v požaru zelo poškodovana Kaba, ki je v kasneje postala glavni razlog za obsojanja Omajadov.
Jezid je med obleganjem Meke umrl. Njegova vojska se je vrnila v Damask in oblast v Meki je ostala v Ibn al-Zubairovih rokah. Jezida je naslediil njegov najstarejši sin Muavija II. (683-684), katerega izven Sirije najbrž nikoli niso priznali za kalifa. V Siriji sta nastali dve stranki: konfederacija Kajev, ki so podpirali Ibn al-Zubaira, in Kuda, ki je podprl Marvana, Omajevega potomca preko Vaila ibn Omaja. Marvanovi pristaši so leta 684 slavili zmago v bitki v Mardž Rahitu pri Damasku in Marvana so kmalu zatem proglasili za novega kalifa.

### Prvi Marvanidi
Marvanova prva naloga je bila obraniti svojo oblast pred rivalom Ibn al-Zubairom, katerega je za kalifa priznavala večina islamskega sveta. Marvan je za Omajade ponovno osvojil Egipt in nato po samo devetih mesecih vladanja leta 685 umrl.
Nasledil ga je njegov sin Abd al-Malik ibn Marvan (685-705), ki je v kalifatu ponovno utrdil omajadsko oblast. Pomemben dogodek v zgodnjem obdobju njegovega vladanja je bil upor al-Mukhtarja iz Kufe, ki je upal, da bo oblast v kalifatu prevzel Alijev sin Muhammad ibn al-Hanafija, ki  z uporom ni imel nobene  neposredne zveze. Al-Mukhtarjeve čete sosodelovale  tako v bitki z Omajadi leta 686 ob reki Khazir pri Mosulu, v kateri so Omajadi doživeli poraz, kot v bitki z Ibn al-Zubairjem leta 687, v času, ko je bil zatrt al-Mukhtarjev upor. Omajadske čete so leta 691 ponovno osvojile Irak, leta 692 pa Meko. Ibn al-Zubair je bil v napadu na mesto ubit.
Drug pomemben dogodek v zgodnjem obdobju Abd al-Malikovega vladanja je bila gradnja Kupole na skali v Jeruzalemu. Kronologija gradnje je sicer nekoliko nezanesljiva, izgleda pa, da je bila mošeja dograjena leta 692, se pravi med sporom z Ibn al-Zubairjem. Ta podatek je nekatere srednjeveške pa tudi sodobne zgodovinarje pripeljal do zaključka, da je bila Kupola na skali zgrajena kot protiutež Kaabe, romarskega središča, ki je bilo takrat pod Ibn al-Zubairjevo oblastjo.
Abd al-Malik ima zasluge za centraliziranje državne uprave in uvedbo arabščine za uradni jezik sultanata. Zaslužen je tudi za uvedbo enotnih muslimanskih kovancev z neikonskim okrasjem, ki so postopoma izpodrinili bizantinske in sasanidske kovance.
Abd al-Malika je nasledil sin al-Valid (705-715), ki je tudi bil pomemben graditelj in je dal zgraditi Prerokove mošejo v Medini in Veliko mošejo v Damasku.
Pomembna osebnost med vladanjem tako al-Valida kot  Abd al-Malika je bil guverner Iraka al-Hadžadž ibn Jusef. Mnogo Iračanov se je upiralo omajadski oblasti, zato je guverner za vzdrževanje reda pripeljal v Wasit garnizijo vojakov iz Sirije. Te vojaške enote so na začetku 8. stoletja igrale ključno vlogo v zatiranju upora, ki ga je vodil iraški general Ibn al-Ašat.
Al-Valida je nasledil brat Sulejman (715-717). Za njegovo vladanje je značilno dolgotrajno obleganje Konstantinopla. Neuspešno obleganje je označilo konec resnih arabskih  želja po prestolnici Bizantinskega cesarstva. Kalifat se je v prvih dveh desetletjih 8. stoletja kljub temu stalno širil in segal do Iberskega polotoka na zahodu do Srednje Azije in Indije na vzhodu.
Sulejmana je nasledil bratranec Omar ibn Abd al-Aziz (717-720), ki je imel med omajadskimi kalifi je do neke mere edinstven položaj: bil je edini omajadski vladar, kateremu je kasnjejše  islamsko izročilo priznalo položaj pravega kalifa (khalifa) in ne samo položaj posvetnega kralja (malik).
Omar si je prizadeval rešiti državne proračunske probleme, ki so nastali zaradi prestopa podložnikov v islam. V omajadskem obdobju večina prebivalstva kalifata niso bili muslimani, pač pa kristjani, Judje, zagovorniki Zaratustre in drugi. Teh verskih skupnosti niso prisilno spreobračali v islam, morale pa so plačevati davek (jizyah), ki ga muslimanom ni bilo treba plačevati. V takšnih okoliščinah splošna spreobrnitev podložnikov v islam za državni proračun ni bila zaželena. Poročila iz tistega časa kažejo, da so nekateri guvernerji provinc celo aktivno odvračali podložnike od prestopanja v islam. Kako je Omar poskušal rešiti ta problem, ni povsem jasno, nekateri  viri pa ga opisujejo kot osebnost, ki je vztrajala pri enaki obravnavi Arabcev in nearabskih muslimanov (mawali) in odstranjevanju ovir pri prestopanju Nearabcev v islam.
Po Omarjevi smrti je postal kalif Abd al-Malikov sin Jezid II. (720-724). Jezid je najbolj znan po tako imenovanem "ikonoklastičnem ediktu", s katerim je ukazal uničenje vseh krščanskih podob na ozemlju kalifata. Leta 720 je v Iraku ponovno izbruhnil velik upor, ki ga je tokrat vodil Jezid ibn al-Mahalab.

### Hišam in konec ozemeljske širitve
Hišam je bil zadnji Abd al-Malikov sin, ki je postal kalif. Vladal je od leta 724 do 743. Za njegovo dolgo in  razgibano vladanje je najbolj značilen konec širjenja meja cesarstva. 
Hišam je svoj dvor preselil v Resafo v severni Siriji, ki je bila bliže Bizantinskemu cesarstvu kot Damask, in nadaljeval sovražnosti proti Bizantinskemu cesarstvu, ki so prenehale po zadnjem neuspešnem obleganju Konstantinopla. V vojnih pohodih v Anatolijo so Omajadi dosegli  številne zmage in poraze, na primer v bitki pri Akroinonu leta 740, svojega ozemlja pa niso bistveno razširili.
Med Hišamovim vladanjem se je po porazu v bitki s Franki pri Toursu leta 732 končalo tudi širjenje proti zahodu. Poleg tega je leta 739 v severni Afriki izbruhnil velik upor Berberov, ki so ga le s težavo zatrli.
Hišam je še težje poraze doživel na vzhodu, kjer so njegove armade poskušale pokoriti Baktrijo in njeno središče Balh ter Transoksanijo s Samarkandom. Obe pokrajini so sicer delno osvojili, trdne oblasti pa jim ni uspelo vzpostaviti.
Posebne težave je ponovno povzročalo vprašanje prestopanja Nearabcev, predvsem transoksanijskih Sogdijcev, v islam. Guverner Horasana al-Sulami je namreč obljubil davčne olajšave vsem Sogdijcem, ki bi prestopili v islam. Ker se je postala njegova ponudba med prebivalci preveč razširila in bi lahko ogrozila državne dohodke, je svojo ponudbo umaknil.  Leta 734 so se Sogdijci pod vodstvom al-Harita ibn Surajdža uprli in osvojili Balh, pri osvajanju Merva pa so doživeli poraz. Po porazu je al-Haritovo gibanje razpadlo, problem pravic nearabskih muslimanov pa je še naprej ostal kužna rana Omajadskega kalifata.

### Tretja fitna
Hišama je nasledil sin Jezida II. al-Valid II. (743-744). Al-Valida so bolj zanimali zemeljski užitki kot vera, kar bi lahko potrdile poslikave v tako imenovanih "Hišamovih puščavskih palačah", na primer v Kasr Amri in Kirbat al-Mafdžarju, ki jih pripisujejo prav njemu. Z usmrtitvami številnih nasprotnikov, ki so oporekali njegovemu imenovanju, in preganjanjem kadarizma (qadar) si je hitro nakopal mnogo sovražnikov.
Leta 744 se je v Damasku za kalifa raglasil sin al-Valida I. Jezid III.. Njegova vojska je izsledila al-Valida II. in ga ubila. Jezid III. je zaradi svoje pobožnosti pridobil nekaj ugleda in morda tudi naklonjenosti kadaristov. Umrl je samo šest mesecev po prihodu na oblast.
Za svojega naslednika je imenoval brata Ibrahima. Temu je oporekal vnuk Marvana I. Marvan II. (744–750), ki je s severne meje prišel decembra 744 z vojsko v Damask in se razglasil za kalifa. Svojo prestolnico je takoj preselil na sever v Harran v sedanji Turčiji. V Siriji je kmalu zatem izbruhnil upor, morda prav zaradi preselitve prestolnice, zato je Marvan leta 746 iz maščevanja popolnoma porušil obzidje Homsa in Damaska.
Marvan je imel pomembne nasprotnike tudi v haridžitih v Iraku in Iranu, ki so za rivalska kalifa razglasili najprej al-Dahhaka ibn Kajs al-Šajbanija in za njim Abu Dulafa. Leta 747 je Marvanu uspelo ponovno vzpostaviti oblast v Iraku, medtem pa se je pojavila mnogo resnejša grožnja v Horasanu.

### Propad
Hašimija je bilo versko gibanje, ki je dobilo ime po Abu Hašimu, vnuku  Alija ibn Abu Taliba in sinu Muhameda ibn Hanafija, in ga je vodila Omajadom rivalska družina Abasidov. Po Hašimovi smrti leta 717 so začeli pripadniki  gibanja v Horasanu iskati podporo za "člana Mohamedove družine", pri čemer niso izrecno omenjali, da gre za Abaside.  Misije so bile uspešne tako med Arabci kot med Nearabci (mawali) in prav slednji so pri širjenju gibanja igrali zelo pomembno vlogo.
Okoli leta 746 je vodstvo hašimije v Horasanu prevzel Abu Muslim Horasani. Horasani je naslednje leto sprožil odkrit upor proti Omajadom in hitro prevzel oblast v Horasanu, izgnal omajadskega guvernerja Nar ibn-Sajarja in poslal svojo vojsko proti zahodu. Leta 749 je Hašimija osvojil Kufo in novembra istega leta so v mošeji v Kufi za novega kalifa razglasili Abuja al-Abasa.
Marvan II. je takrat mobiliziral svoje čete iz Harrana in se odpravil proti Iraku. Januarja leta 750 sta se obe vojski udarili v bitki pri Zabu, v kateri je Marvan doživel hud poraz.  Abasidi so aprila osvojili Damask in avgusta v Egiptu Marvana ubili.
Zmagovalci so po prevzemu oblasti oskrunili grobnice Omajadov v Siriji, prizanesli so samo grobnici Omarja II., in pobili večino preostalih članov njihove družine. Preživel je samo Hišamov vnuk Abd ar-Rahman, ki je v Andaluziji na jugu Iberskega polotoka ustanovil novo kraljestvo. Sebe in svojo družino je proglasil  za naslednike preporojenega Omajadskega kalifata.
Previté-Orton trdi, da je bil glavni vzrok za propad Omajadov naglo širjenje islama. V obdobju Omajadov so v islam masovno prestopali Perzijci, Berberi, Kopti in Aramejci. Ti mawaliji (varovanci) so bili pogosto bolj izobraženi in civilizirani kot njihovi arabski gospodarji.  Spreobrnjenci so zaradi načela enakopravnosti vseh muslimanov močno preoblikovali politično prizorišče v državi. Previté-Orton trdi tudi to, da je cesarstvo dodatno oslabil spor med Sirijo in Irakom.

## Državna uprava

### Centralni divani
Centralna državna uprava je imela šest divanov (državnih svetov): Diwan al-Kharaj (Svet za finance), Diwan al-Rasa'il  (Svet za korespondenco), Diwan al-Khatam (Državno tajništvo), Diwan al-Barid (Svet za pošto), Diwan al-Qudat (Svet za pravosodje) in Diwan al-Jund (Svet za vojsko).

#### Diwan al-Kharaj
Centralni odbor za finance je upravljal z vsemi financami cesarstva, predpisoval in zbiral davke in razporejal dohodke.

#### Diwan al-Rasa'il
Odbor za korespondenco je pošiljal državne poslanice in okrožnice državnim in provincijalnim uradnikom, usklajeval delo vseh svetov in obravnaval vse prispele dokumente.

#### Diwan al-Khatam
Naloga Diwana al-Khatama (Državnega registra) je bila preprečevanje ponarejanja listin. V Državnem registru so se izdelovale in hranile kopije  vseh uradnih dokumentov preden so se originalni dokumenti zapečatili in poslali na končni naslov. Iz registra je v Damasku postopoma nastal Državni arhiv. Institucija državnega registra se je ohranila do sredine obdobja Abasidov.

#### Diwan al-Barid
Državno poštno službo je uvedel že Muavija I.. Abd al-Malik je njeno delovanje razširil na celotno cesarstvo, al-Valid pa je dosegel njeno učinkovitost. Omar bin Abdul-Aziz je na poštnih postajah ob glavni horasanski cesti zgradil karavanske seraje. Za prenos pošiljk med kalifom in njegovimi zastopniki in uradniki v provincah so se uporabljale štefete konjenikov. Poštne postaje na glavnih cestah so bile med seboj oddaljene devetnajst kilometrov. Na vsaki postaji so bili na zazpolago sveži konji, osli in kamele, pripravljeni na prevoz pošte do naslednje postaje.  Poštna služba je bila namenjena predvsem državni upravi, njenih ugodnosti pa so bili deležni tudi popotniki ter trgovci s svojimi tovori. Za prevoz so se uporabljale tudi poštne kočije, ki so lahko prepeljale tudi petdeset do sto ljudi naenkrat. Poštna služba v Iraku je v času guvernerja Jusufa bin Omarja stala 4.000.000 dirhamov letno.

#### Diwan al-Qudat
V zgodnjem islamskem obdobju so se s pravosodjem osebno ukvarjali Mohamed in pravoverni kalifi.  Po razširitvi islamske države je Omar al-Faruk  ločil  sodstvo od splošne uprave in že leta 643 (leta 23 po islamskem koledarju) v Egiptu  imenoval prvega kadija.

#### Diwan al-Jund
Letne rente, ki jih je Omarjev divan dodelil vsem arabskim in muslimanskim vojakom drugih narodnosti, so v času Omajadov doživele temeljite spremembe. Ti so prečesali register upravičencev, ki so prejemali rento kot sredstva za preživljanje, četudi niso bili v aktivni vojaki.  Rente  so začeli izplačevati samo aktivnim udeležencem bitk. Vojsko so po bizantinskem vzoru razdelili na pet oddelkov: glavnino, dve krili, predhodnico in zaščitnico. Takšna organizacija je veljala tako na pohodu kot na bojnem polju. Marvan II. (740–750) je takšno delitev opustil in uvedel majhno kompaktno enoto kohorto (kurdus). Omajadske enote so bile razdeljene v tri rodove: pehoto, konjenico in topništvo. Arabske enote so bile oblečene in oborožene po bizantinskem vzoru. Konjenica je uoprabljala preprosta okrogla sedla. Topništvo je uporabljalo baliste (arradah), mangonele (manjaniq) in ovne (dabbabah ali kabš). Težke stroje in oblegovalne naprave so tovorili s kamelami za glavnino vojske.

### Zapuščina

#### Zgodovinski pomen
Za Omajadski kalifat so značilni velika ozemeljska širitev ter veliki upravni in kulturni problemi, ki jih je širitev povzročila. Omajadi so kljub nekaterim opaznim izjemam pristrano ščitili pravice starih arabskih družin, predvsem svoje, pred pravicami na novo spreobrnjenih muslimanov in so zato islam pojmovali manj univerzalistično kot mnogi njihovi rivali. G.R. Hawting je napisal, da "so na islam gledali kot na lastnino zavojevalske aristokracije".
Na splošno prevladuje mnenje, da so Omajadi pretvorili kalifat iz verske institucije (med rašidunom) v dinastično institucijo. Omajadski kalifi so se kljub temu imeli za predstavnike Boga na Zemlji in odgovorne za "opredeljevanje in izvrševanje Božjih ukazov", se pravi za "opredeljevanje in izvrševanje islamskih zakonov".
V omajadskem obdobju je arabščina postala upravni jezik kalifata, zato so se državni dokumenti in denar začeli izdajati v tem jeziku. Masovno spreobračanje prebivalstva v islam je povzročilo masoven pritok muslimanov v kalifat.
Med njihove največje arhitekturne dosežke spadata Kupola na skali v Jeruzalemu in Velika mošeja v Damasku.
Kasnejši islamski zgodovinarji imajo o Umajadih večinoma negativno mnenje. Obtožujejo jih promoviranja kraljestva (mulk, ki ima prizvok tiranije) namesto pravega kalifata (khalifa). V tem pogledu je opazno, da se omajadski kalifi niso naslavljali s tradicionalnim "khalifat rasul Allah" (Božji naslednik in glasnik), ampak s "khalifat Allah" (Božji odposlanec). Razlika med nazivoma morda kaže, da so se Omajadi "imeli za Božje predstavnike na čelu skupnosti in niso videli nobene potrebe, da bi svojo versko moč delili ali jo prenesli na primer na nastajajoči razred verskih učenjakov."
Dejstvo je, da je bil prav ta razred učenjakov, ki je nastajal predvsem v Iraku, zaslužen za zbiranje in zapisovanje islamskega izročila, ki tvori primarni vir gradiv za zgodovino omajadskega obdobja. Rekonstruiranje zgodovine tega obdobja sloni predvsem na zgodovinah, ki sta jih napisala Tabari in Baladuri na abasidskem dvoru v Bagdadu.
Sodobni arabski nacionalisti gledajo na obdobje Omajadov kot na del arabske zlate dobe in ga želijo posnemati in obnoviti. To še posebej velja za sirijske nacionaliste v sedanji Siriji, ki imajo tako kot Omajadi sedež v Damasku. Bela barva, ki je ena od štirih panarabskih barv in se pojavlja na zastavah vseh arabskih držav, naj bi predstavljala Omajade.

### Teološka mnenja o Omajadih

#### Mnenja sunitov
Mnenja sunitov o Omajadih po Muaviji (661–680) so večinoma nejasna. Na mnoge vladarje gledajo kot na izdajalce in povzročitelje velikih stisk v islamski skupnosti (ummah). Al-Sujuti v razlagi korana (tafsir) 17:60 z naslovom   Dur al-Mantur piše, da obstajajo izročila, ki opisujejo Omajade kot "prekleto drevo". V takšnem splošnem mnenju je tudi nekaj izjem: Omarja II. ibn Abd al-Aziza na primer poveličujejo kot enega največjih muslimanskih vladarjev po štirih pravovernih kalifih.

#### Mnenja šiitov
Negativno mnenje šiitov o Omajadih je na kratko izraženo v šiitski knjigi Sulh al Hasan. V nekaterih virih jih Ali opisuje kot "najhujšo fitno" – povzročitelje težav in kaosa.

#### Mnenja drugih verstev

##### Stališča bahajev
`Abdu'l-Bahá jih v knjigi Nekaj odgovorjenih vprašanj opisuje kot "velikega rdečega zmaja, s sedmimi glavami, desetimi rogovi in sedmimi kronami na glavah" in "nasprotnike vere preroka Mohameda in realnosti kalifa Alija".
Sedem zmajevih glav simbolizira sedem provinc v Omajadskem kalifatu: Damask (Sirija), Perzijo, Arabijo, Egipt, Afriko, Andaluzijo in Transoksanijo. Deset rogov pomeni deset vladarjev iz omajadske rodbine: Abu Sufjana, Muavija, Jezida, Marvana, Abd al-Malika, Valida, Sulejmana, Hišama in Ibrahima. Nekatere imena, ki se pojavljajo večkrat, na primer Jezid II. in Jezid III., so v tej interpretaciji šteta samo enkrat.

## Omajadi v slovenski literaturi
Anton Aškerc je v pesnitvi Čaša nesmrtnosti v središče besedila postavil željo kordobskega emirja in kalifa Abdurrahmana III. (912-961) po nesmrtnosti, ki jo doseže samo tako, da čašo napolni z dobrimi deli.

## Seznam omajadskih kalifov
Omajadski kalifi v Damasku
- Muavija I. ibn Abi Sufjan, 661–680
- Jazid I. ibn Muavija ibn Abi Sufjan, 680–683
- Muavija II. ibn Jezid, 683–684
- Marvan I. ibn al-Hakam, 684–685
- Abd al-Malik ibn Marvan, 685–705
- al-Valid I. ibn Abd al-Malik, 705–715
- Sulejman ibn Abd al-Malik, 715–717
- Omar II. ibn Abd-Aziz, 717–720
- Jazid II. ibn Abd al-Malik, 720–724
- Hišam ibn Abd al-Malik, 724–743
- al-Valid II. ibn Jezid, 743–744
- Jazid III. ibn al-Valid ibn Abd al-Malik, 744
- Ibrahim ibn al-Valid, 744
- Marvan II. ibn Muhamad ibn Marvan, 744–750

Omajadski emirji v Kordobi
- Abdurrahman I. (756–788)
- Hišam I. (788–796)
- al-Hakam I. (796–822)
- Abdurrahman II. (822–852)
- Mohamed I.  (852-886)
- Al-Mundir (842-888)
- Abdalah ibn Mohamed (888–912)
- Abdurrahman III. (912–929)

Omajadski kalifi v Cordobi
- Abdurrahman III. (929–961)
- Al-Hakim II. (961–976)
- Hišam II. (976–1008)
- Muhammed II. (1008–1009)
- Sulejman (1009–1010)
- Hišam II. (1010–1012)
- Sulejman (1012–1017)
- Abdurrahman IV. (1021–1022)
- Abdurrahman V. (1022–1023)
- Muhammed III. (1023–1024)
- Hišam III. (1027–1031)

Omajadski tabini
Jezid bin Muavija
Abd al-Malik ibn Marvan